# Keith G. Banting
Keith G. Banting (* 7. Februar 1947 in  Guelph) ist ein kanadischer Politikwissenschaftler und emeritierter Professor der Queen’s University (Kingston). Er amtierte 2009/10 als Präsident der Canadian Political Science Association (CPSA).

## Leben
Banting machte seinen Bachelor-Abschluss an der Queens University in Kingston (Ontario) und wurde am Nuffield College der britischen University of Oxford zum Ph.D. promoviert. Bevor er an die Queens University zurückkehrte, war er 13 Jahre lang Professor an der University of British Columbia. Zudem war er Gastwissenschaftler an der London School of Economics, der Brookings Institution, der Harvard University, der University of Oxford, dem Europäischen Hochschulinstitut in Florenz, der katalanischen Universitat Pompeu Fabra, der University of Melbourne und der University of California (Berkeley). Im Jahr 2014 hatte er die Willy-Brandt-Gastprofessur an der Universität Malmö in Schweden inne.
Im Jahr 2004 wurde er zum Mitglied des Order of Canada ernannt, 2012 zum Fellow der Royal Society of Canada gewählt und mit der Ehrendoktorwürde der Universität Stockholm ausgezeichnet.
Bantings Forschungsarbeiten befassen sich mit der Innenpolitik Kanadas und anderer moderner Demokratien und konzentrieren sich auf drei Bereiche: Multikulturalismus und soziale Solidarität, Sozialpolitik und Föderalismus. Er ist Co-Direktor des Projekts Multiculturalism Policy Index, das die Entwicklung der Multikulturalismus-Politik in den westlichen Demokratien beobachtet.